# Halina Filek-Marszałek
Halina Filek-Marszałek, również jako Halina Filek (ur. 30 maja 1939 w Wadowicach) – polska reżyserka i scenarzystka filmów animowanych.
Założycielka i fundatorka Fundacji Heleny i Lechosława Marszałków Reksio. Żona Lechosława Marszałka, reżysera i scenarzysty filmów animowanych. 

## Filmografia (wybrana)
- 1972: Reksio (odc. 3 Reksio taternik) – scenariusz
- 1976: Awantura w Przechwałkowie – reżyseria, scenariusz
- 1977: Ballada o królu Piecuchu – reżyseria, scenariusz
- 1980: Ballada o królu z różową kokardą pod brodą – reżyseria, scenariusz
- 1981: Reksio (odc. 39 Reksio i nośna kura, odc. 42 Reksio i wrona) – reżyseria
- 1982: Reksio (odc. 44 Reksio i świerszcz) – reżyseria
- 1984: Ballada o roztrzepanym rycerzu – reżyseria, scenariusz

## Nagrody (wybrane)
- 1975: Międzynarodowy Festiwal Filmów Młodego Widza „Ale Kino” w Poznaniu – nagroda za oprawę plastyczną filmu Ballada
- 1977: Międzynarodowy Festiwal Filmów Młodego Widza „Ale Kino” w Poznaniu – nagroda za oprawę plastyczną filmu Awantura w Przechwałkowie
- 1979: Międzynarodowy Festiwal Filmowy w Cork – I nagroda w kategorii filmów krótkometrażowych za film Kwiatuszek
- 1979: Międzynarodowy Festiwal Filmów Młodego Widza „Ale Kino” w Poznaniu – wyróżnienie za film Ballada o królu Piecuchu